# I Samurai
I Samurai sono stati un gruppo beat nato nel 1959 a Livorno.

## Storia del gruppo
La prima formazione dei Samurai nel 1959 era con il cantante (e occasionalmente cantautore) Beppe Cardile alla chitarra, Luciano Lombardi al basso, Giangi Minucci Debolini alla batteria e Gabriele Lorenzi alle tastiere.
Negli anni seguenti il gruppo conosce numerosi cambiamenti nella propria formazione, principalmente contribuendo alla crescita di gruppi di primo piano della scena musicale italiana. Nel 1961 Paolo Tofani sostituisce alla chitarra Beppe Cardile, che lascia la band per intraprendere la carriera di cantautore, mentre nel 1965 anche Giangi Minucci Debolini lascia i Samurai per andare con i Roll's 33, sostituito da Giovanni Poggio; sempre nello stesso anno Paolo Tofani passa a I Califfi e nel 1968 Giovanni Poggio passa a I Ragazzi della Via Gluck, mentre nel 1969 Gabriele Lorenzi passa alla Formula 3.
L'attività del gruppo nei primi anni '60 si è concentrata inizialmente nei locali come La Bussola, Oliviero ai Ronchi, il Club 84 di Roma. Durante una loro performance vengono contattati da Teddy Reno che li invita a partecipare al Festival degli sconosciuti di Ariccia, dove vincono il primo premio con i brani What'd I say e Don't play that song. L'attività nei locali cresce e ad Alassio vengono contattati da un impresario inglese che nell'Agosto del 1963 li scrittura per una tournée in Inghilterra di tre mesi, prima a Manchester e poi a Londra.
Al ritorno in Italia la fama de I Samurai è notevolmente accresciuta, ma i suoi componenti iniziano a sentire l'esigenza di nuove esperienze professionali, tanto che la formazione inizia a cambiare frequentemente fino allo scioglimento del gruppo nel 1968.
I Samurai sono citati nell'universo fittizio di Cyberpunk 2077, dove viene detto che esistono ancora nel 2077. Sono però interpretati dalla band svedese Refused.

## Formazione
- Beppe Cardile (dal 1959 al 1961): chitarra
- Paolo Tofani (dal 1961 al 1966): chitarra
- Giangi Minucci Debolini (dal 1959 al 1965): batteria
- Giovanni Poggio (dal 1965 al 1968): batteria
- Nedo Del Gratta (dal 1966 al 1968): voce
- Gabriele Lorenzi (dal 1959 al 1967): tastiere
- Luciano Lombardi (dal 1959 al 1968): basso

## Discografia
Singoli
- 1962 - La Novia/Da da umpa (Italdisc, DG 453)
- 1967 - Dies irae/Sempre più solo (Jolly, J 20419)